# Katarer
Katarer (av grekiska καθαρός katharos, "ren") är ett kollektivnamn för de många sekter med dualistisk grundåskådning, vilka på 1000-talet började utbreda sig i Europa. Ordet kättare härrör från namnet på denna trosinriktning.
De katarer som levde i södra Frankrike kom att kallas för albigenser, efter katarernas borg i staden Albi i regionen Languedoc. Dessa kallade sig själva les Bonhommes, "de goda männen", religiöst förstått som "de goda kristna", men rörelsen krossades av den katolska kyrkan och dess nystartade inkvisition under 1200-talet.
Uttrycket katarer användes tidigt om avfällingar i allmänhet från katolicismen. I tyskan kom ordet att beteckna avfällingar från Kyrkan, och från plattyskans ketter (högtyskans ketzer) härleds det svenska kättare. Det bör dock observeras att termen "kättare" knappast används i officiella texter. Såväl den katolska kyrkan som de ortodoxa kyrkorna använder benämningen "heretiker" för sådana kristna som man anser inte håller fast vid den renläriga kristna tro som man anser sig bevara.

## Trosuppfattningen

De som tidigare hade varit katarer blev av inkvisitionen ålagda att bära ett gult kors.

Dualismen var den gamla persisk-orientaliska, nära besläktad med den gnostiskt inriktade manikeismen, varför katarerna också betecknats som nymanikéer. Grundtanken var den eviga motsatsen mellan en god och en ond gud, av vilka den senare skapat jorden, materien, och där håller människosjälarna fångna i kroppens band. Den gode guden hade sänt Jesus i en skenkropp för att lära människorna vägen till frälsningen. Denna väg innebar materiens övervinnande, försakelse av alla jordiska ägodelar och njutningar.
Då oppositionen mot kyrkan och anslutningen till de katariska idéerna ofta hade framträtt utan direkt historiskt samband på olika platser, fick rörelsen formen av ett flertal sekter med olika namn och till det yttre olika utseenden. I Italien kallades katarerna patarener (troligen efter stadsdelen Pataria i Milano), i Nederländerna piphler (troligen en förvanskning av paulicianer), i en del av Frankrike tisserands ("vävare", eftersom det bland vävarna fanns ett stöd för den nya rörelsen). I södra Frankrike var de kända under namnet albigenser, efter staden Albi. Mycket utbredd var också beteckningen "bulgari", en antydan om rörelsens historiska utgångspunkt.
Ofta låg den dualistiska grundåskådningen undanskymd men överallt kännetecknades rörelsen av stark fiendskap mot det katolska prästerskapet och hierarkin och även mot kyrkans helgon-, relik- och sakramentväsen. I sin gudstjänst lade de huvudvikten på predikan och bön. De skall även ha värderat fastor högt.
Den fullkomliga försakelsen av all jordisk egendom, äktenskap och köttätande ålåg inte hela församlingen, utan endast några få, de fullkomliga (perfecti). Bland perfecti upptogs man genom det för katarerna mest egendomliga bruket av deras enda sakrament, consolamentum, andedopet – dop, konfirmation, prästvigning och (om det mottogs på dödsbädden) sista smörjelsen i en enda ritual genom handpåläggning av de närvarande perfecti. Både män och kvinnor kunde ta emot andedopet.. Efter consolamentum tog de avstånd från alla materiella ägodelar och levde ett mycket enkelt och andligt liv och avstod från att äta kött. Som prästvigda kunde de resa omkring två och två och ge andlig tröst till lokalbefolkningen, alltid på det lokala språket och inte som den katolska kyrkan på latin, eller förmedla andedop. Många tog detta dop på dödsbädden på grund av den kraftigt förändrade livsföring det innebar. Andra försatte sig efter att de andedöpts i endura, det vill säga de svälte sig till döds (en av katolikernas huvudanklagelser mot katarerna). Bland perfecti var katarernas kringvandrande apostlar bärarna av hela rörelsen. De var vandrarpredikanter. Den stora massan, de troende (credentes), kunde i det yttre förbli i sina yrken och i katolska kyrkan, bara de sökte sin andliga vård hos sina apostlar.

## Historia
Trosriktningens framträdande borde ha ett sammanhang med kvarlevande rester från gamla kyrkans manikeism, särskilt i Spanien och södra Frankrike. Den viktigaste influensen kom dock från Balkanhalvöns paulicianer och bogomiler, vilkas läror importerades genom köpmän och studerande, och senare genom korstågen. Katarerna stod alltså även historiskt i förbindelse med äldre orientaliska religioner.
Deras hastiga segertåg genom Europa berodde på att romersk-katolska kyrkan under sin kamp för ekonomisk och politisk makt alltmer förlorade förmågan att tillfredsställa folkets religiösa behov. Den världsförsakelse som katarerna visade fick på så sätt en dragningskraft. Tillströmningen till åskådningen blev störst mot slutet av 1100-talet. I Italien behärskade katarerna städerna, bestämde över tillsättningen av ämbetsmän och avskaffade i Rom den officiella katolska tideräkningen. I södra Frankrike var de förhärskande och verkar där ha bildat en fast organiserad kyrka med vigda biskopar och påve. Rörelsen bredde ut sig även över Spanien och Tyskland och, enligt uppgifter, även till Rhen och till Nederländerna och in i England.
Katarernas utbredning är omdiskuterad då så gott som inga katariska källor bevarats åt eftervärlden (av katariska skrifter bara en bibelöversättning och en ritual). Vår kunskap är beroende av de katolska motståndarnas, främst inkvisitorernas, skildringar. I dessa blandas dessutom katarerna ofta ihop med valdenserna.
Mot slutet av 1100-talet var katarernas utbredning så stor att kampen mot dem under flera årtionden blev katolska kyrkans viktigaste fråga. I denna kamp föddes inkvisitionen, och den kulminerade i Albigenskorstågen i början av 1200-talet. Möjligheten till katarernas övervinnande till den katolska tron låg dock inte enbart i våldet utan även i den helige Franciskus och hans lärjungars verksamhet, genom vilken folkmassorna, åtminstone delvis, åter fick det religiösa behovet fyllt, vilket förut drivit dem in i andra trosinriktningar. Genom hela 1200-talet var katarapostlar i verksamhet, trots alla hetsjakter. Först efter en 120-årig kamp lyckades kyrkan i början av 1300-talet kväsa all aktiv katarisk verksamhet i Västerlandet. Den siste store kataraposteln var Peter Autier, vilken efter 13 års kringvandrande föll i inkvisitionens händer år 1311 och brändes på bål. I de greko-slaviska länderna bortom Adriatiska havet bibehöll nymanikeismen, trots flera korståg, delvis herraväldet fram till den osmanska erövringen av området.
Försök att återuppliva katarernas lära har gjorts i nutiden, särskilt i Sydfrankrike.